# Lambda Octantis
Lambda Octantis (λ Octantis, förkortat Lambda Oct, λ Oct) som är stjärnans Bayerbeteckning, är en dubbelstjärna belägen i den inre delen av stjärnbilden Oktanten. Den har en skenbar magnitud på 5,27 och är synlig för blotta ögat där ljusföroreningar ej förekommer. Baserat på parallaxmätning inom Hipparcosuppdraget på ca 8,0 mas, beräknas den befinna sig på ett avstånd på ca 410 ljusår (ca 125 parsek) från solen.

## Egenskaper
Primärstjärnan, Lambda Octantis A, är en vit till gul jättestjärna av spektralklass G8-K0 III. Den har en radie som är ca 12 gånger större än solens och utsänder från dess fotosfär ca 121 gånger mera energi än solen vid en effektiv temperatur på ca 5 300 K.
Följeslagare, Lambda Octantis B, är en stjärna av spektraltyp A3, magnitud 7,25 och separerad från primärstjärnan med 3,233 bågsekunder.